# Série 28 SNCB (Bombardier)
Ne doit pas être confondu avec les locomotives électriques de la Série 28 SNCB (1949) ainsi que les locomotives à vapeur du Type 28 SNCB (1864)
La série 28 de la SNCB (à ne pas confondre avec une série homonyme de trois prototypes livrés en 1949) est une série de 43 locomotives standardisées de type Bombardier TRAXX F140 MS / E186 prises majoritairement en crédit-bail à long terme par B-Cargo, la filiale « marchandises » de la SNCB qui les affecte au service CoBRa (Corridor Operations Belgium Rail), sa coentreprise avec la filiale DB Schenker de l'opérateur allemand Deutsche Bahn. Elles circulent donc essentiellement en trafic d'interconnexion entre les ports belges et l'Allemagne. De plus, depuis 2009 quelques-unes de ces machines servent aussi à tracter les trains Bénélux, en pool avec des machines néerlandaises équivalentes.
Cinq locomotives semblables, mais adaptées à la circulation en France, ont été prises en location en 2010. Elles furent numérotées dans la Série 29 (numérotation qui fut également portée par une série de locomotives homonymes livrées en 1949). Ce crédit-bail prit fin en décembre 2012.

## Histoire
En 2007, la SNCB est confrontée à un problème d'agenda pour l'exploitation de la LGV 4 et plus spécifiquement de la gare de Noorderkempen, située le long de cette ligne sur le territoire de Brecht : cette ligne est équipée de signalisation ETCS de niveau 2, mais aucun matériel de la SNCB n'est alors compatible avec ce système et les rames Fyra commandées en commun avec High Speed Alliance à AnsaldoBreda accusent un sérieux retard.
On trouve alors chez le loueur Angel Trains International, devenu Alpha Trains depuis le 1er janvier 2010, des motrices Traxx F140MS (type E186) commandées pour la traction des trains de fret sur ligne de la Betuwe mais qui sont privées de service par des retards dans la mise en service de cette ligne.
Un contrat est donc signé en 2007 pour la prise en crédit-bail de trois motrices (E186.123 - E186.125) qui devront permettre de mettre en œuvre une rame encadrée, tout en disposant d'une machine de réserve. Après une série de tests, il faudra constater que la version de l'ETCS à installer pour être compatible avec ce que la SNCB souhaite utiliser sur la ligne pose un problème, et l'inauguration de cette desserte sera plusieurs fois reportée (Une solution originale sera proposée en 2009 : recourir à deux voitures pilotes de type M6, aptes à l'ETCS de niveau 2, encadrant une motrice de la série 13).
La même année, B-Cargo définit sa stratégie pour faire face au comblement du hiatus électrique qui sépare les gares de Montzen et Aix-la-Chapelle ouest. Le risque principal est de voir les opérateurs actifs sur le réseau allemand venir chercher leurs trains directement dans le port d'Anvers en mettant l'opérateur belge hors jeu. Les négociations avec Die Bahn, l'opérateur allemand se terminent sur un accord qui prévoit que B-Cargo exploitera les trains entre le port d'Anvers et les gares de triage de la région d'Aix-la-Chapelle avec son propre matériel, mais l'opérateur ne dispose que de matériel diesel apte à circuler en Allemagne. Ce sera à nouveau Alpha Trains qui fournira, pour un crédit-bail de 10 ans, 40 motrices du même type, dont la livraison s'étalera sur 2008 et 2009. Elles seront également numérotées dans la série 28, à la suite des trois premiers matricules et l'exploitation ne distinguera rapidement plus les deux sous-séries.
Comme ces machines sont largement éprouvées, le remplacement des locomotives diesel de la série 55 s'opérera en quelques semaines, après la mise sous tension de la section transfrontalière de la ligne 24, grâce à un programme de formation intensif des conducteurs opéré préventivement sur la section électrifiée de la ligne.
En 2009, la crise induit une baisse du trafic de près de 30 %. De nombreuses machines sont donc disponibles, mais le contrat de crédit-bail ne prévoit pas de possibilité avantageuse de « réduire la voilure ». B-Cargo tente donc de rentabiliser au mieux ces machines en les engageant par exemple sur des trains transitant par les Pays-Bas, ainsi que sur les trains InterCity « Benelux » entre Bruxelles et Amsterdam, en pool avec des machines équivalentes louées par High Speed Alliance.
Les locomotives série 28 remplacent les locomotives série 11 en tête des trains Benelux en 2009 ; les voitures et une partie des Traxx sont dotées d'un pelliculage Fyra. Les rames à grande vitesse AnsaldoBreda V250 entrent en service en 2012 mais doivent être garées en janvier 2013 en raison d'avaries répétées. Les contrats de location des locomotives Traxx doivent être prolongés en urgence, de nouvelles locomotives sont prises en location, et ce matériel redevient le seul moyen de traction des trains Benelux. Les NS passent également commande de locomotives Traxx pour assurer la traction des trains Benelux ainsi que d'InterCity sur le territoire des Pays-Bas. Se reconnaissant par leur livrée NS InterCity jaune et bleue, les locomotives de la classe 186 (en) sont compatibles en réversibilité avec la série 28 SNCB.

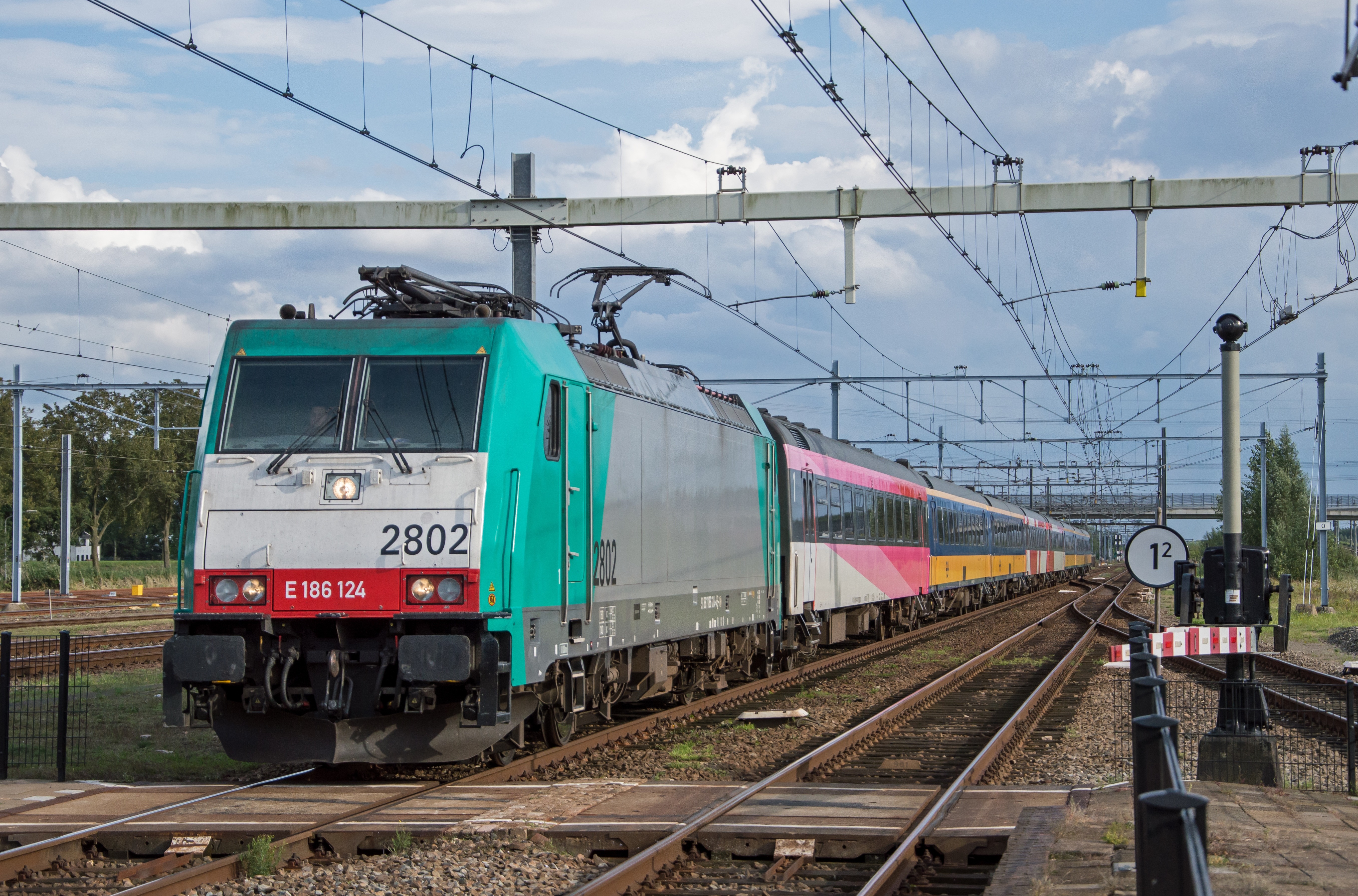
Rame Benelux partiellement en livrée Fyra (2014).
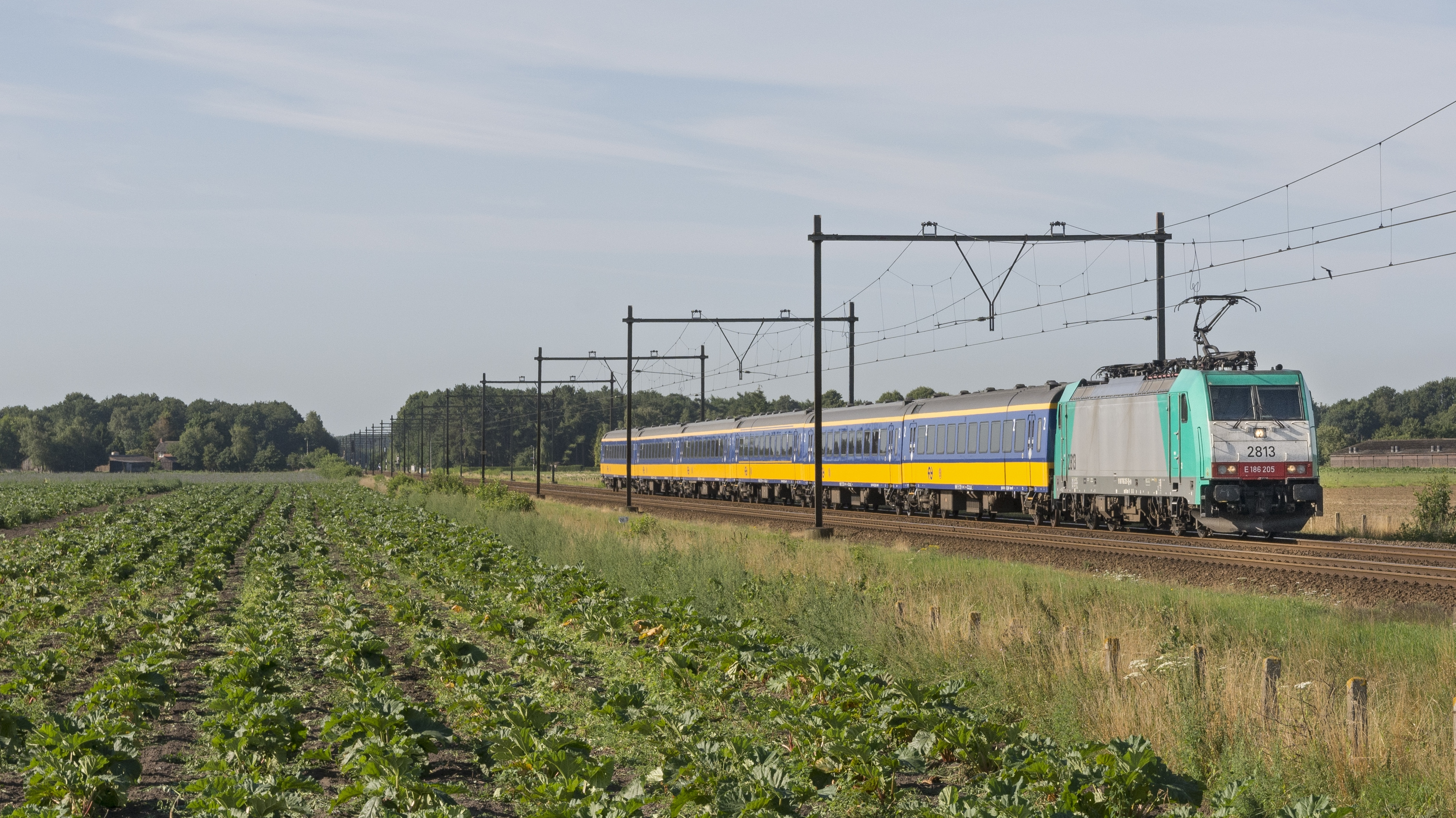
La 2813 solo en tête d'un train Benelux (2017).
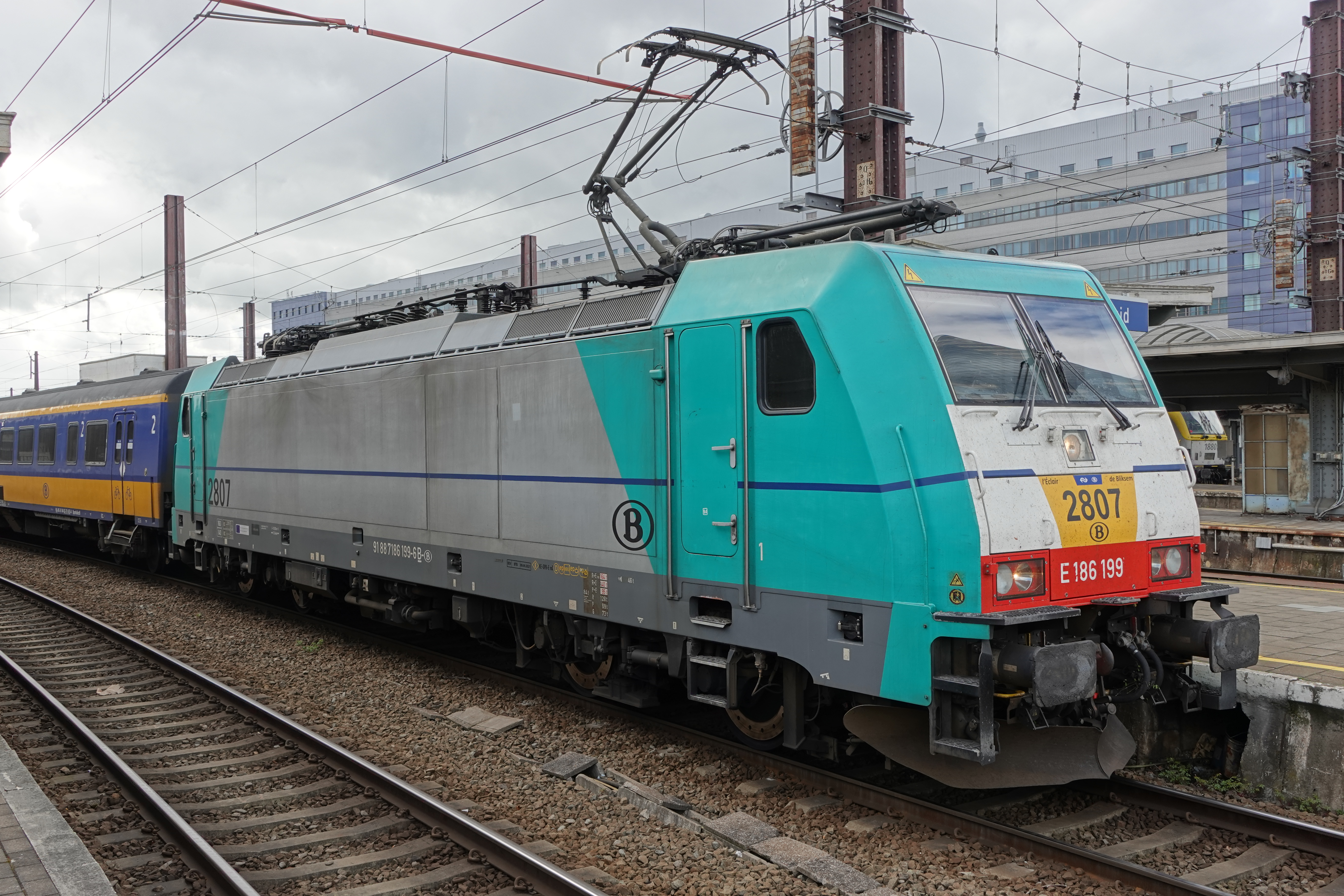
2807 en livrée Benelux avec nom de baptême et ligne bleue (2024).
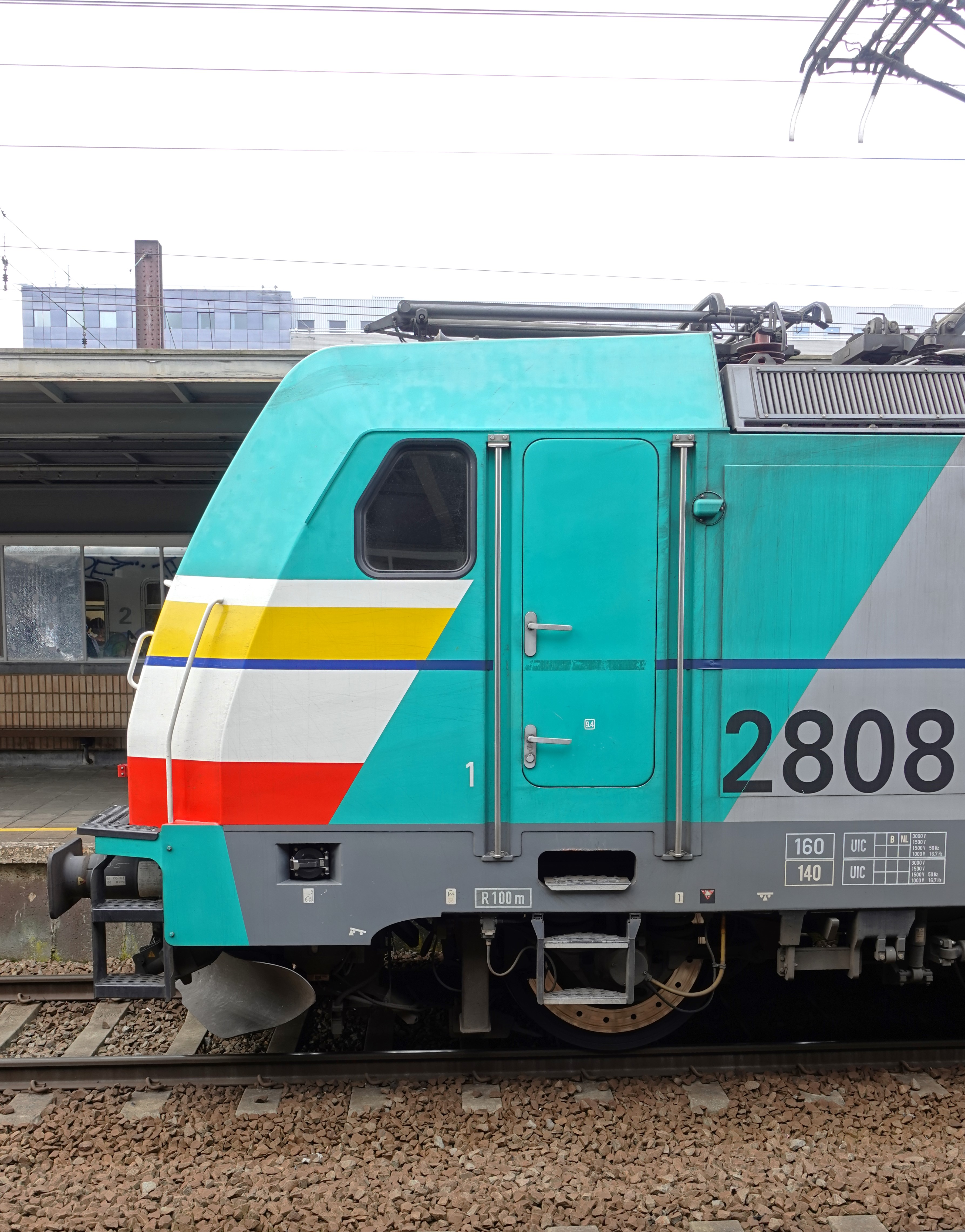
2808 dotée de bandes jaunes supplémentaires.

## Modélisme
La série 28 a été reproduites à l'échelle HO par les firmes allemandes Märklin et Piko, italienne ACME et belge LS-Models.
La 2823 a été reproduite à l'échelle TT par la firme allemande Tillig.